# 韋爾夫二世 (巴伐利亞公爵)

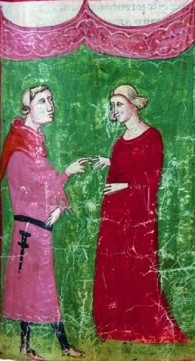
巴伐利亞公爵韋爾夫二世與其妻子卡諾莎的瑪蒂爾達

韋爾夫二世（1073年—1120年9月24日），或稱為韋弗哈德丶肥胖的韋爾夫，出身自韋爾夫家族，巴伐利亞公爵（1101年—1120年在位）。其在韋爾夫家族老系的排序是韋爾夫五世，在巴伐利亞公爵排序則為韋爾夫二世。

## 生平
韋爾夫二世是巴伐利亞公爵韋爾夫一世與第二任妻子法蘭德伯爵博杜安四世的女兒朱迪思的長子。韋爾夫二世於1088年或1089年，當他還是青少年時迎娶了比他大20歲的托斯卡納女藩侯卡諾莎的瑪蒂爾達，在敘任權鬥爭期間以加強他的家族與教皇之間的關係。韋爾夫二世與瑪蒂爾達於1090年一同對抗皇帝亨利四世對義大利的遠征。
1095年4月之後的某個時候，韋爾夫二世和瑪蒂爾達彼此分開。目前尚不清是韋爾夫二世離開瑪蒂爾達，還是相反的是瑪蒂爾達離開韋爾夫二世。可能是韋爾夫二世發現瑪蒂爾達願意將自己的土地交給羅馬教皇，而他不能指望繼承她的領地，所以後便離開了。韋爾夫二世與父親一起轉而投靠皇帝亨利四世，可能是為了換取韋爾夫二世繼承父親成為巴伐利亞公爵的承諾。
在他父親韋爾夫一世於1101年去世後，韋爾夫二世確實繼承巴伐利亞公爵爵位，他繼續與皇帝結盟。儘管韋爾夫二世與瑪蒂爾達分居，但他仍然沒有與她離婚，直至瑪蒂爾達於1115年去世。此後他沒有再婚，並於1120年在考弗靈逝世，巴伐利亞公爵的爵位由他的弟弟亨利九世繼承。韋爾夫二世葬在魏恩加滕修道院內。 

## 外部鏈接
- Welf II/V der Dicke, Herzog von Bayern（页面存档备份，存于） (德文)